# 鉄道整備基金法
鉄道整備基金法（てつどうせいびききんほう、平成3年4月26日法律第46号）は、1992年4月26日に公布された鉄道整備基金について定めた日本の法律である。
運輸施設整備事業団法(平成9年6月13日法律第83号)の制定により廃止された。

## 概要
この法律で、鉄道整備基金は、国土の均衛ある発展と大都市の機能の維持及び増進を図る観点から緊要な課題となっている新幹線鉄道、主要幹線鉄道及び都市鉄道の計画的かつ着実な整備を促進するとともに、鉄道の安全性及び利便性の向上を図るための施設の改良、業務運営の能率化その他鉄道事業の健全な発達を図る上で必要となる事業又は措置を支援するため、鉄道事業者等に対して補助金の交付、無利子の資金の貸付けその他の助成を総合的かつ効率的に行うことを目的とされていた。